# Eduard Pons Prades
Pour les articles homonymes, voir Pons et Prades.
Cet article concerne l'historien. Pour le sportif, voir Eduard Prades.
Eduardo Pons Prades, Eduard Pons i Prades en catalan, né à Barcelone le 19 décembre 1920 et mort dans cette même ville le 28 mai 2007, connu aussi sous le pseudonyme  de Floreal Barcino, est un  écrivain spécialisé en histoire contemporaine espagnole du XXe siècle, il est aussi scénariste documentaire, participant actif du Parti Syndicaliste d'Ángel Pestaña, et militant de la CNT. Il est également conférencier.
Il est l'époux de l'écrivaine féministe Antonina Rodrigo.

## Œuvres
- La venganza (roman)
- Los años oscuros de la transición española
- Los que SÍ hicimos la guerra
- Un soldado de la República
- Francia: verano de 1944
- El holocausto de los republicanos españoles : vida y muerte, en los campos de exterminio alemanes 1940-1945
- Guerrillas españolas (1936-1960)
- Españoles en los maquis franceses
- Los cerdos del comandante (españoles en los campos de exterminio alemanes)
- Morir por la libertad: españoles en los campos de exterminio
- Los vencidos y el exilio
- Años de muerte y de esperanza
- Crónica negra de la transición española 1976-1985
- Las guerras de los niños republicanos 1936-1995
- Los senderos de la libertad (Europa 1936-1945)
- Los niños republicanos en la guerra de España
- La guerrilla española en la II guerra mundial : ¡Destruir la columna alemana!
- Republicanos españoles en la Segunda Guerra Mundial